# هورشت (لاونبورگ)
هورشت (به آلمانی: Horst) یک شهر در آلمان است که در هرتسوگتوم لاونبورگ واقع شده‌است. هورشت ۲۴۵ نفر جمعیت دارد.